# Claude Goasguen
Claude Goasguen (ur. 12 marca 1945 w Tulonie, zm. 28 maja 2020 w Issy-les-Moulineaux) – francuski prawnik i polityk, były minister ds. reform, zastępca mera Paryża, parlamentarzysta.

## Życiorys
Ukończył studia prawnicze na Université Panthéon-Assas, doktoryzował się w 1976. Pracował jako wykładowca akademicki, prowadząc zajęcia z historii i prawa (w tym prawa rzymskiego). W latach 80. był doradcą technicznym ministra edukacji narodowej René Monory'ego, został przez niego mianowany głównym inspektorem. Podjął też praktykę adwokacką przy sądzie apelacyjnym w Paryżu.
Obejmował różne stanowiska w administracji terytorialnej. Był radnym paryskiej rady miasta (1983–1989, 1995–2001), zastępcą mera Paryża (1989–2001) i radnym regionu Île-de-France (1992–1993). Od 1993 do 1995 sprawował mandat posła do Zgromadzenia Narodowego. W 1995 od 18 maja do 7 listopada był ministrem ds. reform, decentralizacji i obywatelstwa w pierwszym rządzie Alaina Juppé.
Należał do Unii na rzecz Demokracji Francuskiej. W jej ramach działał w Demokracji Liberalnej (był jej rzecznikiem prasowym). W 1997 ponownie został deputowanym do niższej izby francuskiego parlamentu.
W 1998 poparł odejście liberałów z UDF. W 2002 przystąpił wraz ze swoją partią do Unii na rzecz Ruchu Ludowego. W tym samym roku i ponownie w 2007, 2012 i 2017 skutecznie ubiegał się o reelekcję w kolejnych wyborach parlamentarnych. W 2008 ponownie zasiadł w radzie miejskiej Paryża, a także został merem 16. dzielnicy, utrzymując tę funkcję w 2014. W związku z wejściem w życie ustawy ograniczającej kumulowanie mandatów zrezygnował z niej w lipcu 2017, pozostając deputowanym do Zgromadzenia Narodowego, w którym zasiadał do czasu swojej śmierci.
Zmarł 28 maja 2020 w szpitalu Corentin-Celton w Issy-les-Moulineaux w wyniku choroby COVID-19.